# Startline (寿美菜子の曲)
『Startline』（スタートライン）は、寿美菜子の2枚目のシングル。2010年11月24日にミュージックレインから発売された。

## 概要
前作『Shiny+』から約2か月でのリリース。声優ユニット、スフィアのソロメンバーによる連続リリース第4弾シングル。
通常盤と初回盤2種類の仕様で発売され、後者には「Startline」のPVを収録したDVDが同梱される。表題曲「Startline」は、OVA『コイ☆セント』の主題歌（エンディングテーマ）、カップリングの「metamorphose」は同作のオープニングテーマとして採用されている。

## チャート成績
2010年12月6日付のオリコン週間シングルチャートで17位を獲得。初動売上は0.9万枚で、前作とほぼ同水準の売り上げとなった。2010年12月よりBillboard JAPANに新設されたアニメ楽曲チャート「Hot Animation」第1回（2010年12月6日付）で第1位を獲得した。

## 収録曲
1. Startline [4:11]
作詞：田中琴乃、作曲・編曲：渡辺拓也
OVA『コイ☆セント』エンディングテーマ
2. metamorphose [4:19]
作詞：Satomi、作曲・編曲：増田武史
OVA『コイ☆セント』オープニングテーマ
3. Startline （Instrumental）

DVD（初回限定盤のみ）
1. Startline （Music Clip）

## 楽曲の収録作品

### アルバム
| 発売日        | アルバムタイトル | 備考                      |
| Startline     | Startline        | Startline                 |
| ------------- | ---------------- | ------------------------- |
| 2012年9月12日 | My stride        | 1作目のオリジナルアルバム |

### Blu-ray Disc / DVD
| 発売日        | BD/DVD タイトル                                  | 備考                          |
| Startline     | Startline                                        | Startline                     |
| ------------- | ------------------------------------------------ | ----------------------------- |
| 2011年8月31日 | スフィア LIVE 2010 sphere ON LOVE, ON 日本武道館 | スフィア2作目のライブBD/DVD。 |